# الكنيف (بكيل المير)

تعديل مصدري - تعديل

الكنيف هي إحدى قرى عزلة صبران بمديرية بكيل المير التابعة لمحافظة حجة، بلغ تعداد سكانها 131 نسمة حسب تعداد اليمن لعام 2004.